# Rudolf Allers
Rudolf Allers (nacido como Rudolf Abeles el 13 de enero de 1883 en Viena, Austria, y fallecido en diciembre de 1963 en Hyattsville, Maryland, Estados Unidos) fue psiquiatra y filósofo católico. Discípulo de Alfred Adler y maestro de Viktor Frankl, es conocido por su crítica al psicoanálisis de Sigmund Freud, al que acusa de tener serios defectos lógicos y filosóficos.

## Vida
Nacido de un matrimonio católico de origen judío, Allers se recibió de médico en 1906 y fue el único psiquiatra católico que se unió al primer grupo del fundador del psicoanálisis, Sigmund Freud. Más tarde, junto con Alfred Adler se distanció del psicoanálisis como lo entendieron Freud y sus seguidores. En 1927 se separó del grupo de Adler junto con Oswald Schwarz. Enseñó en la Universidad de Viena (1919) y en la Universidad de Múnich.
Fue maestro de Viktor Frankl, guía de Hans Urs von Balthasar y amigo de Edith Stein. Tanto von Balthasar como Stein vivieron varios meses en la casa de los Allers en Viena.
A invitación del padre Agostino Gemelli, estuvo en Italia para estudiar la filosofía de santo Tomás de Aquino en la Universidad Católica de Milán, graduándose en filosofía en 1934.
Con la anexión de Austria al Tercer Reich, emigró a los Estados Unidos, donde fue profesor en la Catholic University of America, en Washington D. C. (1938-1948), y más tarde en la Georgetown University, en Washington D. C., donde se conserva un fondo con sus obras.

## Pensamiento
Estudió el método preventivo de San Juan Bosco y sus aplicaciones pedagógicas, y en la filosofía de Santo Tomás encontró la base antropológica de una psicología integral, para desarrollar la obra que lo ha ocupado a lo largo de su vida. Su propia posición filosófica es ecléctica y combina elementos tomados de san Agustín de Hipona, santo Tomás de Aquino y la neoescolástica, con otros tomados de la fenomenología de Edmund Husserl y de Max Scheler.
Allers propone desarrollar una psicología fundamentada en la antropología filosófica y que atienda a la responsabilidad personal como característica esencial del ser humano. Detrás del carácter neurótico se encontraría la voluntad de poder, tal como sostiene Alfred Adler, que no sería otra cosa que una rebelión no plenamente consciente, pero tampoco inconsciente en el sentido freudiano, contra la limitación y la finitud propia de las criaturas. Para superar este modo se ser es necesaria una metanoia, un cambio de mente. Para ello no basta una "psicología médica", sino que se necesita una "psicología antropológica" .

## Obras principales

### Libros
- Allers, R. (1939). Self Improvement. London: Burns Oates & Washbourne.
- Allers, R. (1950). Naturaleza y Educación del Carácter. Barcelona: Labor.
- Allers, R. (1958). El psicoanálisis de Freud. Buenos Aires: Troquel.
- Allers, R. (1958). Pedagogía Sexual. Barcelona: Miracle.
- Allers, R. (1963). Existencialismo y psiquiatría. Buenos Aires:Troquel.
- Allers, R. (1965). The Philosophical Work of Rudolf Allers: A Selection. Washington: Georgetown University Press.
- Allers, R. (2008). Abnorme Welten. Ein phänomenologischer Versuch zur Psychiatrie. Weinheim/Basel: Beltz.
- Allers, R. (2009). Work and Play. Collected papers on the Philosophy of Psychology (1938-1963). Marquette Studies in Philosophy.

### Artículos y capítulos
- Allers, R. (1936). "L'Amour et l'Instinct, Étude Psychologique". Études Carmélitaines, Mystiques et Missionnaires, 21/ Vol. I. Avril, pp. 90-124.
- Allers, R. (1937). "Aridité symptôme et aridité stade". Études Carmélitaines, Mystiques et Missionnaires, 22/ Vol. II. Octobre 1937, pp. 132-153.
- Allers, R. (1938). "Réflexions sur la pathologie du conflit". Études Carmélitaines, Mystiques et Missionnaires, 23/. Vol. I. Avril 1938, pp. 106-115.
- Allers, R. (1939). "Irresistible impulses. A question of moral psychologie". The Ecclesiatical Review, N. 3.
- Allers, R. (1941). "The Vis Cogitativa and Evaluation". The New Scholasticism, XV, p. 195.
- Allers, R. (1941). "The Intellectual Cognition of Particulars". The Thomist, vol. III, n. 1, pp. 95-163.
- Allers, R. (1941). "Abnormality: a chapter in moral psychologie". The Homiletic and Pastoral Review, N.3.
- Allers, R. (1942). "The Cognitive Aspect of Emotions". The Thomist, vol. IV, pp. 589-648.
- Allers, R. (1955). "Psychiatry and the Role of Personal Belief". En Braceland F. J. (Ed.). Faith, Reason and Modern Psychiatry. Sources for a Synthesis. New York: P.J. Kennedy & Sons, pp. 31-62 (hay traducciól al español de Editorial Litúrgica Española, 1959).

## Premios y reconocimientos
- Cardinal Spellman-Aquinas Medal de la American Catholic Philosophical Association.
- Recibe en 1958, como reconocimiento a su trayectoria investigadora, la beca de investigación de la Fundación Guggenheim.